# The Dead Meat
The Dead Meat ist ein deutscher Kurzfilm von Philipp Scholz aus dem Jahr 2007. Der Thriller wurde von der Hamburger Produktionsfirma The Fu King Production produziert. Weltpremiere feierte der Film 2007 beim Shocking Shorts Award im Rahmen des Filmfest München. Der Film lief unter anderem auf den Nordischen Filmtagen in Lübeck, dem Filmfest Eberswalde und dem Filmfestival Landau. Von der Filmbewertungsstelle Wiesbaden hat The Dead Meat das „Prädikat wertvoll“ erhalten. Ab 2007 wurde der Film regelmäßig auf dem Sender 13th Street ausgestrahlt.

## Inhalt
In den Nachrichten wird von einem Serienmörder berichtet, der bereits sechs junge Frauen auf blutige Weise hingerichtet hat. Bei seiner letzten Tat gibt es einen vermeintlichen Augenzeugen, der glaubt, den Killer zu beobachten. Ist der Mörder nur unvorsichtig, oder sollte der Zeuge auf die Tat aufmerksam werden? 

## Auszeichnungen
2008
- Prädikat Wertvoll – Filmbewertungsstelle Wiesbaden
- Lobende Erwähnung – Nordische Filmtage Lübeck
- 1. Platz (Publikumspreis) – Shortfilm Slam Hamburg
- 1. Platz (Publikumspreis) – Shortfilm Slam Lübeck